# Sérgio Marone
Sérgio Passarella Marone (ur. 4 lutego 1981 w São Paulo, w stanie São Paulo) – brazylijski aktor telewizyjny pochodzenia włoskiego.
Syn Vilmy Passarella Marone i Antonio Monteiro Sérgio Marone, od wczesnego dzieciństwa ujawnił swoje zamiłowanie do piłki nożnej. Jego debiutem kinowym była rola tancerza Vaslava w dramacie Marzenia i pragnienia (Sonhos e Desejos, 2006). Wystąpił na scenie w spektaklu Farsa (2008).

## Filmografia

### telenowele
- 2015-2016: Dziesięć przykazań jako Ramzes II
- 2008: Przypadki i inne (Casos e Acasos) jako Wilson
- 2008: Przypadki i inne (Casos e Acasos) jako Pedro
- 2007: Paraíso Tropical jako Humberto (João Pedro Fonseca)
- 2006: Cobras & Lagartos jako Miguel
- 2006: Sítio do Picapau Amarelo jako Aladim
- 2005: Na fali (Como uma Onda) jako Rafa
- 2003: Malhação jako Victor
- 2002: Klon (O Clone) jako Cecéu Valverde
- 2001: Estrela-Guia jako Santiago